# Motivo d'allarme
Motivo d'allarme (in inglese, Cause for Alarm) è un romanzo dell'autore britannico Eric Ambler, edito nel 1938. Ambientato nell'Italia fascista di quell'anno, il libro è uno dei classici thriller di spionaggio di Ambler. 
In italiano è stato tradotto per la prima volta da Franco Salvatorelli nel 1951.

## Trama
Nicholas Marlow, un ingegnere inglese fidanzato con una giovane dottoressa, perde il suo lavoro ben retribuito. Trovare un nuovo lavoro è difficile durante la grande depressione, ma la sua capacità di parlare un po' di italiano gli permette di ottenere un posto presso la Spartacus Machine Tool Company a Wolverhampton. Questa azienda di ingegneria produce la macchina alesatrice automatica "Spartacus Type S2", utilizzata per la produzione di proiettili. Marlow accetta l'incarico come rappresentante della Spartacus in Italia, decidendo segretamente che avrebbe lasciato il lavoro il prima possibile per tornare in Inghilterra e sposarsi.
Arrivato a Milano, Marlow scopre che il suo ufficio è pieno di arretrati e che il suo assistente personale, Bellinetti, è molto inefficiente. Gran parte del suo tempo viene assorbita dalle autorità italiane, a cui è obbligato a presentarsi regolarmente. Dopo diversi solleciti, queste dichiarano di aver smarrito il suo passaporto, impedendogli così di lasciare il paese. Marlow è sempre più inquieto quando si accorge che la sua corrispondenza privata con la fidanzata viene aperta con il vapore. Fa amicizia con Andreas Zaleshoff, una spia russa il cui ufficio si trova nello stesso edificio. Marlow scopre che il suo predecessore è stato assassinato e che Bellinetti è un agente dell'OVRA.
Marlow viene contattato dal generale Vagas, uno jugoslavo di origini tedesche, che gli chiede di fare da spia per lui. Zaleshoff informa Marlow che Vagas è in realtà un agente tedesco e lo incoraggia ad accettare l'offerta per fornire a Vagas le informazioni passategli da Zaleshoff stesso. L'intenzione di Zaleshoff è di seminare discordia nell'alleanza tra Italia e Germania.
La moglie di Vagas denuncia Marlow alle autorità italiane, che emettono rapidamente un mandato di arresto nei suoi confronti. Con l'aiuto di Zaleshoff e di sua sorella Tamara, Marlow riesce a fuggire da Milano. I due uomini intraprendono un lungo viaggio di diversi giorni in treno e a piedi, dirigendosi verso il confine jugoslavo. Una tempesta di neve in montagna li costringe a passare la notte da Beronelli, un ex professore di matematica. Espulso dall'università a causa della sua tiepida adesione al governo fascista, Beronelli è diventato delirante, credendo di aver scoperto il segreto del moto perpetuo. Sua figlia riconosce Zaleshoff e Marlow come fuggitivi, ma li risparmia a patto che assecondino le fantasie di suo padre. I due raggiungono Zagabria, da cui Marlow può finalmente proseguire in sicurezza il viaggio verso casa, in Inghilterra.

## Edizioni
- Eric Ambler, Spia per forza, traduzione di Franco Salvatorelli, Milano, Il Romanzo per tutti, Rivista quindicinale de "Il Corriere della sera". Anno VII - N. 5, 1951.
- Eric Ambler, Motivo d'allarme, Milano, Collana gli Adelphi n.279, Milano, 2006, ISBN 978-88-459-2031-8.